# Matachia australis
Matachia australis är en spindelart som beskrevs av Forster 1970. Matachia australis ingår i släktet Matachia och familjen Desidae. Inga underarter finns listade i Catalogue of Life.